# Robert Stewart, 1. Earl of March
Robert Stewart, 1. Earl of March (* um 1517; † 29. August 1586 in St. Andrews, Fife) war ein schottischer Adliger aus der Familie Stewart.
Robert war der jüngere Sohn des John Stewart, 3. Earl of Lennox und dessen Gemahlin Elizabeth Stewart of Atholl. 
Er war Inhaber der feudalen Baronie Torbolton und seit 1543 Bischofs-Elekt von Caithness.
Sein Großneffe König Jakob VI. verlieh ihm 1578 die erblichen Titel Earl of Lennox und Lord Darnley. Am 5. März 1580 verzichtete er zugunsten der Krone auf diese Titel und erhielt im Gegenzug die Titel Earl of March und Lord of Dunbar verliehen. Das Earldom of Lennox sodann seinem Neffen Esmé Stewart neu verliehen.
Robert war seit 1579 verheiratet mit Elizabeth († 1595), Tochter des John Stewart, 4. Earl of Atholl, Witwe des Hugh Fraser, 5. Lord Lovat († 1577). Weil Robert offenbar zeugungsunfähig war, ließ sich seine Gattin am 19. März 1581 von ihm scheiden und heiratete am 6. Juli 1581 James Stewart, 1. Earl of Arran († 1596). Robert starb kinderlos 1586.